# Earl (nome)
Earl  è un nome proprio di persona inglese maschile.

## Varianti
- Maschili: Earle[1][2], Erle[1]
- Femminili: Earlene[1][2], Earline[1][2], Earleen[1][2]

## Origine e diffusione
È un adattamento come nome proprio di persona, avviatosi nel XIX secolo, del titolo nobiliare tipicamente britannico Earl. Dal punto di vista etimologico, si basa sul termine eorl, che nella letteratura anglosassone stava per "uomo coraggioso", "capo", "guerriero", mentre in inglese antico acquisì il significato di "nobiluomo". È imparentato con il nome scandinavo Jarl.
Le forme femminili sono state create nel tardo XIX secolo, dopo l'adozione del titolo come nome proprio di persona.

## Onomastico
Questo nome non ha santo patrono, quindi è adespota. L'onomastico può essere festeggiato in occasione di Ognissanti, il 1º novembre.

## Persone

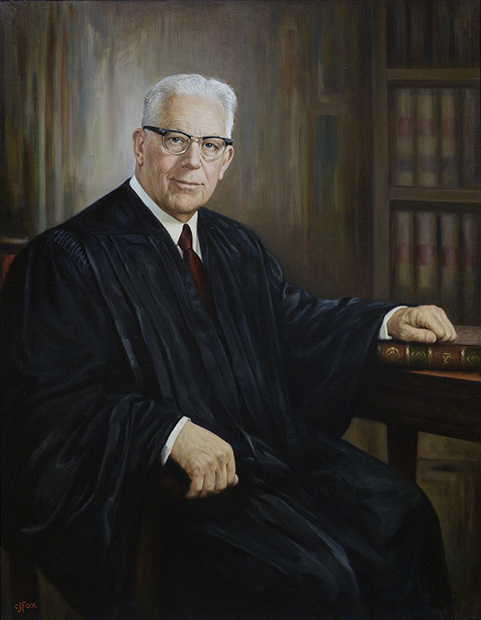
Earl Warren

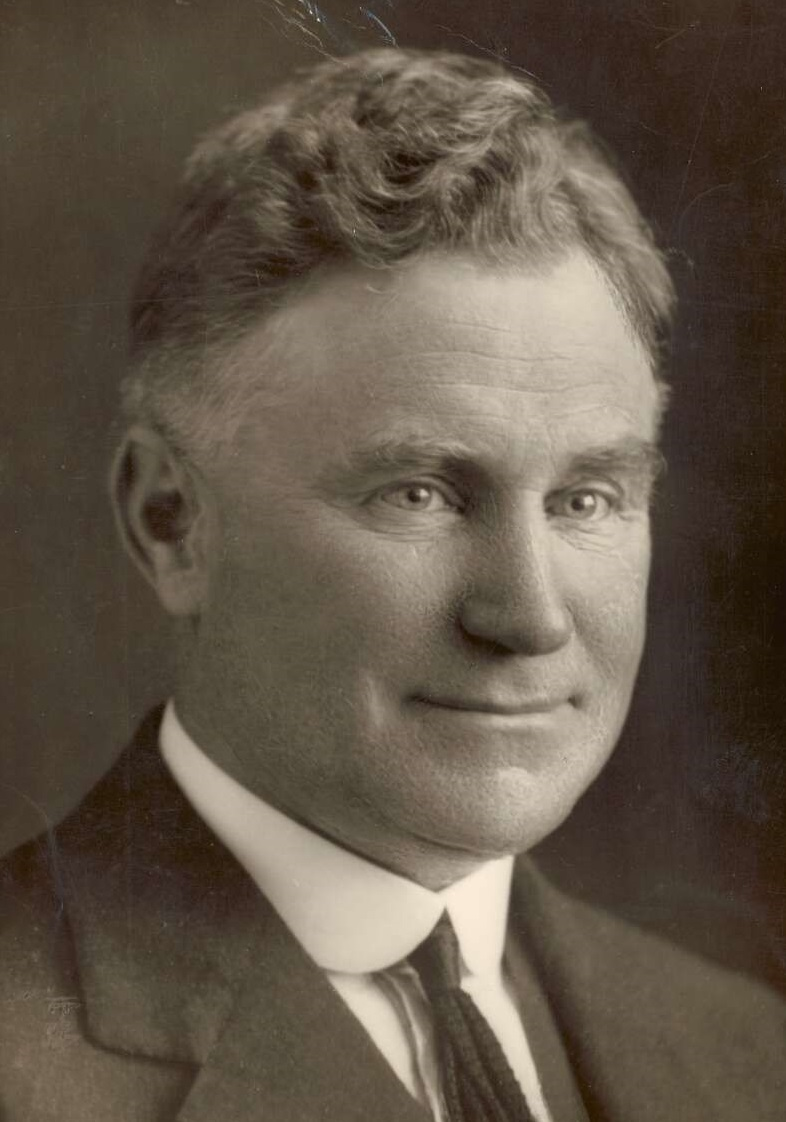
Earle Page

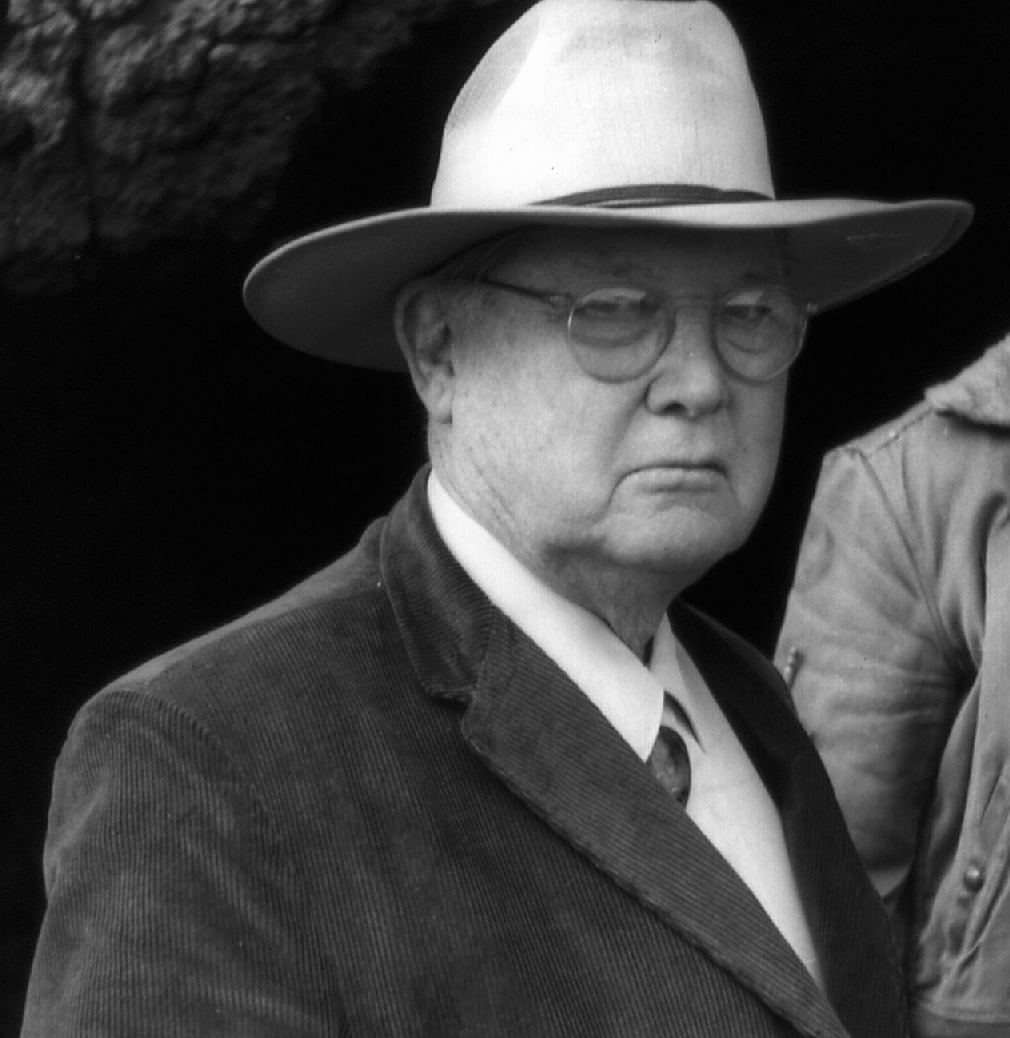
Erle Stanley Gardner

- Earl E. Bakken, ingegnere e imprenditore statunitense
- Earl Browder, politico e sindacalista statunitense
- Earl Campbell, giocatore di football americano statunitense
- Earl Hines, pianista statunitense
- Earl Holliman, attore statunitense
- Earl Hurd, animatore, regista e fumettista statunitense
- Earl Monroe, cestista statunitense
- Earl Morrall, giocatore di football americano statunitense
- Earl Scruggs, suonatore di banjo, chitarrista e compositore statunitense
- Earl Thomas, giocatore di football americano statunitense
- Earl Warren, politico statunitense

### Variante Earle
- Earle Brown, compositore statunitense
- Earle Dickson, inventore statunitense
- Earle Higgins, cestista statunitense
- Earle Hyman, attore statunitense
- Earle Meadows, atleta statunitense
- Earle Nelson, serial killer statunitense
- Earle Page, politico australiano
- Earle S. MacPherson, ingegnere statunitense
- Earle Williams, attore statunitense

### Variante Erle
- Erle Cox, giornalista e scrittore australiano
- Erle Stanley Gardner, scrittore statunitense
- Erle C. Kenton, regista statunitense

## Il nome nelle arti
- Earl Bittiker è un personaggio del romanzo di Matthew Reilly Tempio.
- Earl J. Hickey è un personaggio della serie televisiva My Name Is Earl.
- Earl McGraw è un personaggio presente in svariati film diretti da Quentin Tarantino.